# Eudorylas parens
Eudorylas parens är en tvåvingeart som beskrevs av Kuznetzov 1990. Eudorylas parens ingår i släktet Eudorylas och familjen ögonflugor.
Artens utbredningsområde är Kazakstan. Inga underarter finns listade i Catalogue of Life.